# بوئناویستا (سوکره)
بوئناویستا (انگلیسی: Buenavista, Sucre) نام شهری در کشور کلمبیا است.